# Venda Sõelsepp
Venda Sõelsepp (* 17. Juli 1923 in Haapsalu; † 12. Mai 2006 in Pärnu) war ein estnischer Kinderbuchautor und Lyriker.

## Leben und Werk
Venda Sõelsepp machte 1942 in Haapsalu Abitur und arbeitete danach in einer Zeitungsredaktion. 1944 wurde er vom NKWD verhaftet. Es folgten fünf Jahre in einem Straflager und anschließende Verbannung in Sibirien, so dass er erst 1956 wieder nach Estland zurückkehren konnte. Von 1957 bis 1974 war er in Dienstleistungsunternehmen in Pärnu und Haapsalu angestellt, danach lebte er als freischaffender Schriftsteller in Pärnu.
Venda Sõelsepp war seit 1974 Mitglied des Estnischen Schriftstellerverbands und ist vor allem mit seinen Kinderbüchern bekannt geworden. Einige von ihnen sind in etliche Sprachen der Sowjetunion übersetzt worden, auch auf Deutsch liegt ein Buch in mehreren Auflagen vor (s. u.).

## Bibliografie

### Gedichtsammlungen
- Algas sellest ('Es begann damit'). Tallinn: Eesti Riiklik Kirjastus 1964. 88 S.
- Rohekaskoldses kirjas. Luulet 1973–1978 ('In grünlichgelber Schrift. Dichtung 1973–1978.'). Tallinn: Eesti Raamat 1979. 95 S.
- Narilaulud ('Pritschenlieder'). Pärnu: Anamnesia 1993. 217 S.
- Lõukakivi ('Der Sitzstein'). Pärnu: V. Sõelsepp 1998. 74 S.

### Kinderbücher
- Igal pool on vaba sõit ('Überall ist freie Fahrt').Tallinn: Eesti Riiklik Kirjastus 1963. 45 S.
- Kutt Kiisupoeg ('Kerlchen Katzenjunges'). Tallinn: Eesti Raamat 1965. 31 S.
- Põhjavalguse laulud ('Lieder des Nordlichts'). Tallinn: Eesti Raamat 1968. 39 S.
- Rõõmus supp ('Die fröhliche Suppe'). Tallinn: Eesti Raamat 1969. 19 S.
- Juhani rakett ('Juhans Rakete'). Tallinn: Eesti Raamat 1969. 14 S.
- Pikk nina ('Lange Nase'). Tallinn: Eesti Raamat 1969. 44 S.
- Targasti tehtud ('Schlau gemacht'). Tallinn: Eesti Raamat 1970. 64 S.
  - Deutsche Übersetzung: Plitsch, der junge Spatz und andere estnische Tiermärchen. Mit vielen farbigen Bildern von Silvi Väljal. Aus dem Estnischen übertragen von Helga Viira. Bayreuth: Gondrom Verlag 1974. 61 S. (Gedruckt in der UdSSR). Neuausgaben 1974, 1976, 1979, 1983.[2]
- Pani timmi viuli ('Stimmte die Geige'). Tallinn: Eesti Raamat 1971. 34 S.
- Päike kuldab maad ('Die Sonne vergoldet das Land'). Tallinn: Eesti Raamat 1974. 80 S.
- Kõik meeled avali ('Alle Sinne wach'). Tallinn: Eesti Raamat 1976. 48 S.
- Maido, Urro ja Kurnilda ('Maido, Urro und Kurnilda'). Tallinn: Eesti Raamat 1979. 64 S.
- Mutikas ('Das Insekt'). Tallinn: Eesti Raamat 1980. 40 S.
- Sinikuube sirgukene ('Blaubemännteltes Vögelchen'). Tallinn: Eesti Raamat 1981. 46 S.
- Tuulte piiril ('An der Grenze der Winde'). Tallinn: Eesti Raamat 1983. 29 S.
- Kass ja koer ('Katze und Hund'). Kuressaare: Oma Saar 1993. 24 S.
- Kirilinnutüdruk ('Das Marienkäfermädchen'). Pärnu: V. Sõelsepp. 1994. 16 S.